# Università statale della Louisiana
L'Università statale della Louisiana (Louisiana State University and Agricultural and Mechanical College, LSU) è un'università pubblica che si trova a Baton Rouge, in Louisiana. L'università fu fondata nel 1853 in quella che ora si chiama Pineville, con il nome di Louisiana State Seminary of Learning & Military Academy. L'attuale campus della LSU fu inaugurato nel 1926 e consiste in più di 250 edifici costruiti nello stile rinascimentale di Andrea Palladio, e occupa una superficie di 2,6 km² sulle rive del Mississippi.
La LSU è la struttura ammiraglia del Sistema universitario statale della Louisiana e la più grande istituzione di alta istruzione in Louisiana per numero di studenti iscritti. Nel 2009 l'università raggiunse i 21.000 undergraduate (laurea triennale italiana) e i 4.000 graduate (laurea specialistica italiana) distribuiti in 17 sedi. Molte delle scuole specialistiche della LSU, come la E.J. Ourso College of Business e la Paul M. Hebert Law Center, hanno ricevuto dei riconoscimenti nazionali nei loro rispettivi campi di studio. L'università usufruisce dei fondi come Land-grant university, Sea Grant Colleges e Space grant colleges, inoltre è nota per le molte strutture di ricerca impegnate in 800 progetti sponsorizzati da agenzie come la National Institutes of Health, la National Science Foundation, la National Endowment for the Humanities, e la National Aeronautics and Space Administration.
Il dipartimento di atletica della LSU ha 20 squadre di diversi sport (9 maschili e 11 femminili) ed è membro della National Collegiate Athletic Association (NCAA) e della Southeastern Conference (SEC). Nel football americano, gli LSU Tigers disputarono la prima stagione nel 1893 e vinsero il campionato nazionale nel 1958, nel 2003, nel 2007 e nel 2019. L'università è rappresentata in campo dalla sua mascotte, Mike the Tiger.

## Storia

### XIX secolo
L'università ha origine da diverse concessioni territoriali fatte dal Governo degli Stati Uniti negli anni 1806, 1811 e 1827 per istituire un seminario sull'apprendimento. Fu fondata come accademia militare e ancora oggi è immersa in quelle tradizioni, dando origine al soprannome The Ole War Skule (la vecchia scuola di guerra). Nel 1853 la Louisiana General Assembly fondò il Louisiana State Seminary of Learning & Military Academy vicino a Pineville. L'istituzione aprì il 2 gennaio 1860 e il colonnello William Tecumseh Sherman ne era il sovrintendente. Un anno dopo, Sherman lasciò il suo posto dopo che la Louisiana fu il sesto Stato a separarsi dall'Unione, il 26 gennaio 1861. La scuola fu costretta a chiudere il 30 giugno 1861 poiché era iniziata la guerra di secessione americana. Durante il corso della guerra, l'università riaprì brevemente nell'aprile 1863, ma fu chiusa nuovamente con l'invasione della Red River Valley da parte dell'esercito dell'Unione. Le perdite sostenute dall'istituzione durante l'occupazione dell'Unione furono pesanti e dopo il 1863 il seminario rimase chiuso fino alla fine della Guerra Civile. A seguito della resa dei Confederati nella Battaglia di Appomattox Courthouse il 9 aprile del 1865, il Generale Sherman donò due cannoni. Questi furono presi dalle forze Confederate dopo la fine della guerra ed erano stati usati nella battaglia iniziale a Fort Sumter nell'aprile del 1861. I due cannoni sono tuttora esposti nel Military Science Building.
Il seminario riaprì ufficialmente le porte il 2 ottobre 1865, solo per essere bruciato il 15 ottobre 1869. Il 1º novembre 1869 l'istituzione ricominciò la sua funzione a Baton Rouge, dove ricevette anche un altro nome. Nel 1870 il nome fu ufficialmente cambiato in Louisiana State University.
La Louisiana State University Agricultural & Mechanical College fu istituita con un atto di legge approvato il 7 aprile 1874 per effetto della legge Morrill, che concedeva le terre a questo scopo. Ciò ha portato al nome finale di Louisiana State University and Agricultural & Mechanical College.

### XX secolo
Il 30 aprile 1926 il campus ha preso un impegno formale, a seguito della storia della scuola come presidio federale (dove ora si trova la capitale dello Stato) dove si trovava nel 1886. Prima di questo, l'università utilizzava l'edificio principale dell'Istituto per i sordi, muti e ciechi. La terra del campus attuale fu comprata nel 1918, le costruzioni cominciarono nel 1922 e il trasferimento nel 1925; tuttavia, fino al 1932, la struttura non fu completamente operativa. Dopo alcuni anni di fluttuazione delle iscrizioni, il numero degli studenti cominciò a crescere, furono aggiunti nuovi programmi, curriculum e facoltà.
Nel 1928, LSU era un piccolo paese che generava interesse e attenzione nello Stato. L'associazione delle università statali la etichettò come istituzione "di terz'ordine", la scuola contava solo 1.800 studenti, 168 membri di facoltà e un budget annuale di 800.000 dollari. Nel 1930, Huey Long, al tempo Governatore della Louisiana, iniziò un massiccio programma di ampliamento del campus.

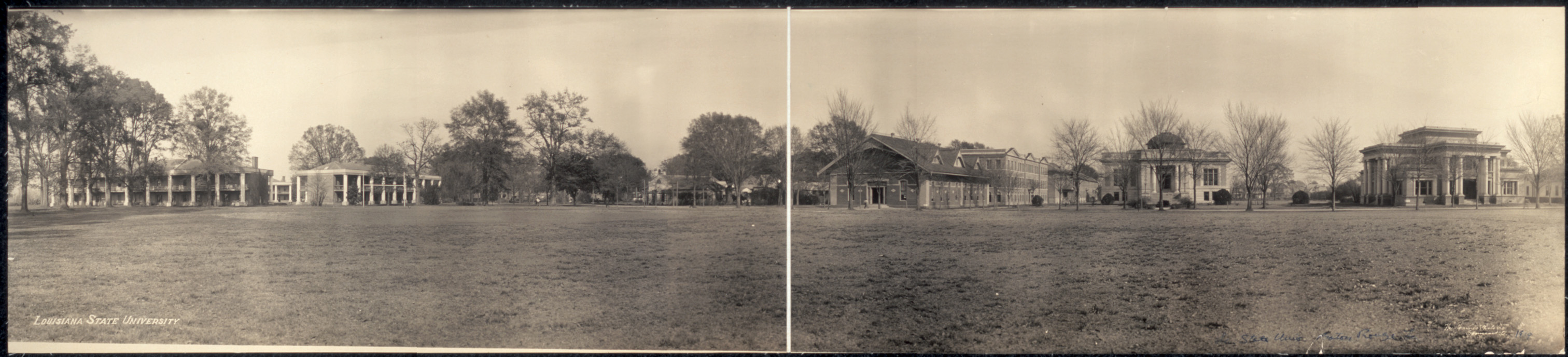
Panorama del 1909

Nel 1936, la LSU aveva le migliori strutture nel Sud, 394 docenti di alto livello, una nuova scuola medica, più di 6.000 studenti e una squadra di football vincente. Long ottenne nuovi finanziamenti vendendo il vecchio campus allo Stato per costruire il nuovo Campidoglio nel centro di Baton Rouge. Sorprendendo i suoi avversari, Long stanziò $9 milioni per l'espansione della LSU e aumentò il budget annuale a $2.8 milioni.
Nel 1939 l'università fu coinvolta in uno scandalo quando James Monroe Smith, nominato presidente dallo stesso Huey Long, fu accusato di appropriazione indebita per mezzo milione di dollari. Nel corso dell'inchiesta che ne seguì, furono incriminati almeno una ventina di funzionari dello Stato. Due si suicidarono, come il Governatore Richard W. Leche, che ricevette una condanna a dieci anni di reclusione per le tangenti riscosse. Paul M. Hebert, rettore della Paul M. Hebert Law Center della LSU, assunse la carica di Smith ad interim.
Anche se alcuni studenti afro-americani provarono ad iscriversi nel 1946, l'università non ammise neri fino agli anni cinquanta. Nel 1953 A. P. Tureaud s'iscrisse dietro ordine del tribunale, ma la sua iscrizione fu annullata dopo l'annullamento della sentenza. Il suo caso fu discusso in ultima istanza dalla Corte Suprema. Tureaud tornò alla LSU nel 1956. Un edificio scolastico porta il nome del padre, A. P. Tureaud, Sr., un noto leader della Guerra Civile. La Corte federale emanò la piena integrazione nel 1964. Il primo laureato afro-americano fu Ernest Nathan Morial, che nel 1977 sarebbe divenuto sindaco di New Orleans.
Nel 1969, la leva obbligatoria per le matricole e per il secondo anno fu abolita; tuttavia, la LSU continua a mantenere la Air Force e l'esercito ROTC. Nel 1978 l'università fu nominata sea-grant college, la tredicesima nella nazione. Nel 1992 fu creato il LSU Honors College.

### XXI secolo
Dopo il passaggio dell'Uragano Katrina, l'università accettò altri 2.300 studenti sfollati dell'area di New Orleans, come Tulane University, Loyola University New Orleans, Xavier University of Louisiana, e University of New Orleans. Oltre ad aver accettato gli studenti sfollati, l'università ha accettato la sfida di ospitare e gestire molte vittime dell'uragano, convertendo il Pete Maravich Assembly Center in un ospedale completamente funzionante. Circa 3.000 studenti volontari, durante i mesi successivi all'uragano, assistettero nella somministrazione di cure mediche a 5.000 evacuati e visitarono altre 45.000 persone con vari disagi.
Nel 2007 il presidente William Jenkins annunciò il suo pensionamento e John V. Lombardi fu nominato al suo posto. Lombardi era il presidente dell'Università del Massachusetts Amherst e della rivale Università della Florida.

## Campus

### Storia
Il campus attuale copre un'area di 8,1 km² a sud del centro di Baton Rouge. La maggior parte degli edifici, molti dei quali costruiti tra il 1925 e il 1940, occupano un'area di 2.6 km² sulle rive del Mississippi. Gli altri campus del sistema della LSU comprendono il LSU Agricultural Center, il Pennington Biomedical Research Center, l'Università di New Orleans, l'Università della Louisiana a Shreveport, l'Università della Louisiana a Eunice, l'Università della Louisiana a Alexandria, e il Louisiana State University Health Sciences Center New Orleans. Inoltre l'università possiede e usa il J. Bennett Johnston, Sr. Center for Advanced Microstructures and Devices (CAMD), che è un sincrotone. Lo studio di architettura Olmsted Brothers di Brookline, Massachusetts, progettò l'attuale campus nel 1921, quando c'era il progetto di spostare l'università dal centro di Baton Rouge. L'impresa originariamente progettò il campus per 3.000 studenti, ma lo Stato chiese ufficialmente di attenersi al budget del progetto; di conseguenza, il nuovo progetto presentato si focalizzava su un campus a forma di croce quadrangolare simile a quello che c'è oggi.
Per ragioni sconosciute gli Olmsted Brothers furono estromessi dal progetto e l'architetto Theodore Link, famoso per aver ottimamente progettato la Union Station di Saint Louis, nel Missouri, prese in mano il progetto. Link collaborò con Wilbur Tyson Trueblood al progetto, ma rimase fedele a quello disegnato dagli Olmsted. Sfortunatamente Link morì nel 1923, prima che il progetto fosse completato. Gli architetti Wogan and Bernard di New Orleans completarono il lavoro di Link e il campus gli fu dedicato il 30 aprile 1926.
Il primo edificio costruito fu il Swine Palace, un ex fienile per il bestiame che ora è noto come Reilly Theater. La maggior parte degli edifici correnti furono completati tra il 1922 e il 1925. Poiché il campus originale era stato progettato per ospitare 1.500 studenti, il posto nel campus ora è un premio. Durante gli anni novanta l'università creò delle linee guida per i nuovi edifici in modo che avessero tutti uno stile rinascimentale italiano.

### Architettura e territorio
Anche se gli architetti Olmsted avevano immaginato l'università in stile messicano o spagnolo, Link progettò il campus secondo lo stile rinascimentale di Andrea Palladio. Il design della Hill Memorial Library si basa vagamente sulla Boston Public Library, che fu la prima biblioteca pubblica degli Stati Uniti. Gli edifici accademici fiancheggianti che formano il resto del Quad rappresentano le più importanti discipline dell'università e la loro collocazione è modellata su quelli del campus dell'Università della Virginia, che fu progettata da Thomas Jefferson.
Nove edifici, tra cui la biblioteca e alcuni degli edifici accademici, furono costruiti da George A. Caldwell un nativo di Abbeville. Cladwell progettò ventisei edifici pubblici in tutta la Louisiana.
Il campus è famoso per le sue 1.200 querce. Durante gli anni trenta, il paesaggista Steele Burden piantò molte querce e magnolie che ora sono valutate $50 milioni. Negli anni settanta furono aggiunte azalee, mirto, ligustrum e camelie.
Cinquantasette edifici del campus sono registrati nel National Register of Historic Places, inoltre il campus è protetto dalla State Capital Historic District Legislation. Le mounds (collinette) sono strutture di terra che si stima abbiano 5.000 anni.

## Accademia

### College e facoltà
John Maxwell Hamilton, il 19 aprile del 2009 annunciò un piano per la riorganizzazione dell'università. Se approvato, ci sarebbe un rimpasto delle unità dell'università che si ritiene sarà più efficiente. Alcuni dei cambiamenti proposti includono la sostituzione delle facoltà di arti e scienze, scienze basi e art and design in College of Humanities e College of Science.
- School of Agriculture
- Art & Design
- Arts & Sciences
- College of Science
- E.J. Ourso College of Business
- School of the Coast and Environment
- Continuing Education
- School of Public Health
- Education
- Engineering
- Graduate School
- College d'onore
- Paul M. Hebert Law Center
- School of Nursing
- Library & Information Science
- Manship School of Mass Communication
- Louisiana State University School of Dentistry
- Music & Dramatic Arts
- School of Social Work
- University College
- Veterinary Medicine
- Louisiana State University School of Medicine

## Biblioteche e musei

### Biblioteche
La biblioteca principale dell'università, che vanta una collezione di tre milioni di volumi, si trova nella biblioteca Troy H. Middleton nel quadrilatero principale dell'università. Si tratta sia di una biblioteca pubblica, sia di un Deposito Regionale, che ospita pubblicazioni del governo federale, delle Nazioni Unite e del United States Patent and Trademark Office. Le biblioteche del campus appartengono alla Association of Research Libraries, che include le 113 biblioteche accademiche più prestigiose degli Stati Uniti e del Canada; all'Association of Southeastern Research Libraries (ASERL); alla LYRASIS, che è una fusione della Southeastern Library Network SOLINET con PALINET; e al Louisiana Academic Library Information Network Consortium (LALINC). La LSU è uno dei membri fondatori del network Louisiana Online University Information System (LOUIS) che fornisce l'accesso al più grande catalogo di libri dello Stato. I punti di forza delle biblioteche includono i materiali della Louisiana, cultura e tecnologia dello zucchero, storia del Sud, agricoltura, ingegneria del petrolio, patologia delle piante, storia naturale, e vari aspetti della vita acquatica come aragoste, ricerca sulle paludi e biologia marina.
Nella Biblioteca Middleton si trovano il Deposito Regionale e il Deposito dei Brevetti. Questa biblioteca è anche custode di documenti federali sin dal 1907 e ha un numero sostanziale di documenti anche precedenti a quell'epoca. Divenne Deposito Regionale nel 1964. Mentre nel 1981 divenne depositaria dei brevetti: questa collezione comprende tutti i brevetti dal 1871 a oggi.
La biblioteca Hill Memorial ha una Collezione Speciale che fornisce un centro di ricerca per le scienze umane, le scienze sociali e le belle arti. Il punto di forza delle Collezioni Speciali si trova in The Louisiana and Lower Mississippi Valley Collections, un'eccezionale collezione costituita da materiali che documentano la storia e la cultura della regione. Al suo interno ci sono le prime impressioni che riguardano l'esplorazione e la colonizzazione della regione; libri su soggetti della Louisiana; libri di autori della Louisiana; documenti di stato; un'ampia e prestigiosa collezione di manoscritti, che include le carte personali di importanti figure nella storia della regione, tra cui la famiglia Long; registri di affari, professioni e organizzazione; e un'ampia collezione fotografica.

### Musei
Il campus ospita otto musei che espongono i lavori degli studenti come mostre itineranti di artisti locali, nazionali e internazionali. Oltre ai musei del campus, la LSU amministra quattro musei nell'area di Baton Rouge: il Museo dell'Arte, il Louisiana Museum of Natural History, il Museo di Scienze Naturali, e il LSU Rural Life Museum.
Il Museo dell'Arte (LSU MOA), si trova nello Shaw Center for the Arts nel centro di Baton Rouge. Il museo mostra una visione decennale per offrire all'università e a Baton Rouge un maggiore accesso alle diverse collezioni d'arte, cambiando mostre, programmi educativi ed eventi speciali. Il LSU MOA condivide lo Shaw Center for the Arts con molti partner culturali, tra cui la LSU School of Art Gallery, il Laboratory for Creative Arts and Technology, il Manship Theatre, e la Community School for the Arts of the Arts Council of Greater Baton Rouge.

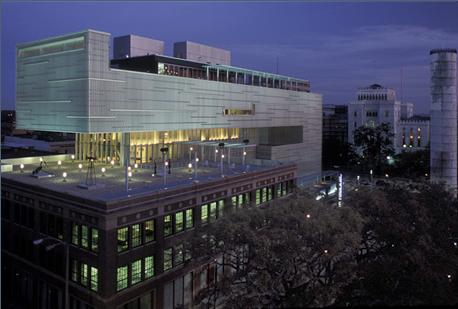
Lo Shaw Center for the Arts, che ospita il Museo dell'Arte.

 Il MOA aprì nel 1962 con il nome di Anglo-American Art Museum nella Memorial Tower del campus. Il museo e le sue collezioni nacquero grazie a una grande donazione alla LSU del 1959 da un donatore anonimo, che voleva supportare un'istituzione che volesse mostrare le influenze britanniche e continentali nelle prime arti americane e nella cultura del Sud. L'ampia collezione di ritratti, arredi e arti decorative americane e britanniche, derivano da questa donazione.
Il Museo di Scienze Naturali fu fondato nel 1936, quando il primo direttore, George Lowery Jr., riunì alcuni studi sugli uccelli in una classe dell'Audubon Hall. Nel 1950 si spostò nel Murphy J. Foster Hall, il museo ha continuato a espandersi fino a essere uno dei più grandi musei di storia naturale, con una collezione di circa 2.5 milioni di specie. Il museo occupa un ruolo educativo e scientifico molto importante poiché è uno dei pochi musei di ricerca globale del centro-sud degli Stati Uniti e tra i suoi compiti ci sono: la generazione di nuova conoscenza nel campo della zoologia, archeologia e paleontologia attraverso la ricerca accademica basata principalmente sullo studio delle collezioni di storia naturale; la raccolta e la preservazione delle specie come ricerca per lo studio della storia della Terra; l'educazione triennale e specialistica nelle aree accademiche che sono strettamente legate al museo; l'educazione del pubblico per mezzo di mostre e programmi di lezione; l'assistenza ai cittadini, ai funzionari della fauna selvatica e agli specialisti forensi attraverso servizi di identificazione e consultazione.
Il Museo di Vita Rurale è classificato come uno dei migliori musei del suo genere. La varietà di persone che vive in Louisiana rende significativi e duraturi contributi alla cultura e all'eredità dello Stato. Il museo è uno dei pochi che celebra la vita quotidiana dei primi americani e dei nativi americani, dei coloni francesi e spagnoli, anglo-americani, tedeschi, africani e acadiani. I museo ospita molte mostre ed esibizioni sui residenti in Louisiana nell'epoca pre-industriale. La collezione permanente comprende oggetti, utensili, arredamento ed attrezzi agricoli. La "piantagione" ricostruita consiste in un complesso di edifici arredati con oggetti autentici che ricostruiscono tutte le più importanti attività della vita di una tipica piantagione del XIX secolo. Il museo serve anche come centro di ricerca per gli studenti impegnati nello studio della conservazione del patrimonio.
Nel 1999, le sedici collezioni di storia naturale dell'Università della Louisiana furono ridefinite con una legge statale come Louisiana Museum of Natural History. Queste collezioni insieme contano un totale di più di 2.8 milioni di campioni, oggetti e artefatti che documentano la ricca storia naturale della Louisiana. Queste collezioni sono distribuite in sei unità indipendenti nel campus che includono il Vascular Plant Herbarium, il Mycological Herbarium, il Lichen Herbarium, il Louisiana State Arthropod Museum, il Palynology Collection, il Mineralogy and Petrology Collections, il Textile and Costume Museum, il Louisiana Geological Survey Log Library and Core Repository, e, all'interno dello stesso museo, la Collezione di Anfibi e Rettili, la Collezione di Uccelli, la Collezione di Pesci, la Collezione di Risorse Genetiche, La Collezione di Mammiferi, la Collezione Paleontologa di Vertebrati, La Collezione di Microfossili e Invertebrati, e la Collezione Antropologica ed Etnologica.

## Vita studentesca

### Organizzazioni
Attualmente alla LSU sono attive 350 associazioni studentesche, tra cui il governo degli studenti e 38 tra confraternite maschili e femminili. Il Governo Studentesco, a cui spesso ci riferisce con LSU SG, è l'associazione di governo della Louisiana State University and Agricultural and Mechanical College. È la voce del corpo studentesco per i problemi che riguardano l'amministrazione dell'università, il parcheggio e i trasporti. Oltre ai ruoli di consulenza e sostegno, SG controlla ogni anno circa $5.5 milioni di dollari degli studenti e dei fondi dello Stato per sostenere le iniziative studentesche come l'LSU Student Technology Fee, un'organizzazione sostenuta attraverso PSIF, ORF e altri programmi benefici, la Coca-Cola sponsorizza nuove iniziative e il giornale fornisce copie gratuite del The Advocate, del Wall Street Journal e del The New York Times.
Molto simile al potere statale, il potere studentesco è diviso in tre rami; esecutivo, legislativo e giudiziario. LSU SG ha un Presidente del Corpo Studentesco e un Vice Presidente, eletti durante il semestre primaverile di ogni anno accademico. Il sistema è stabilito anche per designare i membri del governo per le funzioni di rappresentanza degli specifici istituti accademici. Inoltre, un rappresentante del sindacato studentesco viene eletto ogni primavera per rappresentare gli interessi degli studenti e sorvegliare i programmi e i regolamenti dell'Unione studentesca LSU.

### Media
Il giornale studentesco è il The Daily Reveille, che tiene informati gli studenti da più di un secolo. Viene pubblicato cinque volte alla settimana durante il semestre autunnale e primaverile e due volte a settimana durante il semestre estivo. Il giornale ha una tiratura di 11 000 copie circa. The Daily Reveille, che è finanziato dalla pubblicità e dai contributi degli studenti, impiega circa 80 studenti ogni semestre in lavori che vanno dalla scrittura all'editing, dal design all'illustrazione. The Daily Reveille è stato premiato per la sua tiratura nell'anno 2002-2003 con il National Pacemaker Awards dall'Associated Collegiate Press and the Newspaper Association of America Foundation, il più prestigioso premio concesso alle pubblicazioni studentesche negli Stati Uniti. Il giornale vinse anche il premio Editor & Publisher, o EPpy, per il miglior sito web.
La KLSU è una stazione radiofonica, che trasmette con 5.000 watt di potenza sulla frequenza 91.1 FM. La radio fu fondata nel 1915 quando il Dr. David Guthrie, un professore di fisica, creò un trasmettitore radio. Nel 1924 la stazione trasmise la prima partita di football nel Tiger Stadium e fu la prima diretta nel Sud. Negli anni cinquanta, quando cominciò a trasmettere in FM, fu la prima stazione radio educativa dello Stato a trasmettere un'opera universitaria. Negli anni novanta fu la prima stazione radiofonica a trasmettere anche in internet. La stazione è in onda 24 ore su 24, 7 giorni a settimana, con un format di musica alternativa e programmi speciali. Tutti i programmi e le operazioni sono dirette dagli studenti.
Il canale 75 via cavo trasmette Tiger TV che raggiunge circa 6.500 studenti che vivono e si riuniscono nelle aree comuni del campus, come i residence e le case delle confraternite. Lo staff comprende circa 50 persone ogni semestre e dà la possibilità agli studenti di gestire la stazione, di fare i cameraman, i reporter, o di lavorare con i clienti per creare gli spazi pubblicitari. La sua storia è piuttosto recente, ma Tiger TV è cresciuta fino ad avere $1 milione di dollari di budget e a trasmettere più di otto ore di programmi nuovi ogni giorno. La stazione alterna programmi di notizie e di sport con show di intrattenimento locali e nazionali e recentemente ha aggiunto i film in prima visione. Tiger TV condivide le sue attrezzature con la Manship School of Mass Communication ed è uno dei più moderni studi televisivi studenteschi del paese.

### Confraternite
All'Università della Louisiana ci sono 38 organizzazioni, governate da tre concili. Questi gruppi lavorano insieme all'Università, agli affiliati locali e nazionali per aiutare a raggiungere gli ideali e gli obiettivi su cui si basano le singole organizzazioni. Nell'anno accademico 2006-2007, le confraternite della LSU contribuirono con più di 50.000 ore di lavoro e $250.000 dollari. Gli studenti delle confraternite sono attivi in molte aree del campus anche al di fuori delle stesse. Gli studenti sono attivi in oltre 80 organizzazioni, tra cui il governo degli studenti e in altre società d'onore. Durante le celebrazioni del "Greek Week" del 2008, le confraternite della LSU raccolsero $117.000 dollari e costruirono due case per Habitat for Humanity.
| Fratellanze                                                                                    | Fratellanze | Fratellanze                                                                                            | National Pan-Hellenic Council                         | National Pan-Hellenic Council                                       | Pan-Hellenic Council                                                                         | Pan-Hellenic Council                                                      |
| ---------------------------------------------------------------------------------------------- | --- | --- | ----------------------------------------------------- | ------------------------------------------------------------------- | -------------------------------------------------------------------------------------------- | ------------------------------------------------------------------------- |
| - Acacia - Alpha Gamma Rho - Delta Chi - Delta Kappa Epsilon - Kappa Alpha Order - Kappa Sigma | - Lambda Chi Alpha - Phi Delta Theta - Phi Kappa Psi - Phi Gamma Delta - Pi Kappa Alpha - Pi Kappa Phi - Sigma Alpha Epsilon | - Sigma Alpha Mu - Sigma Chi - Sigma Nu - Sigma Phi Epsilon - Tau Kappa Epsilon - Theta Xi - Theta Chi | - Alpha Phi Alpha - Delta Sigma Theta - Omega Psi Phi | - Phi Beta Sigma - Sigma Gamma Rho - Zeta Phi Beta - Iota Phi Theta | - Chi Omega - Delta Delta Delta - Delta Gamma - Delta Zeta - Kappa Alpha Theta - Kappa Delta | - Kappa Kappa Gamma - Phi Mu - Pi Beta Phi - Sigma Alpha - Zeta Tau Alpha |

## Flagship Agenda
Nel 2003 il Cancelliere Mark Emmert guidò la creazione della Flagship Agenda, un piano per invertire il morale basso, la mancanza di competitività e la mancanza di risorse disponibili che avevano afflitto LSU nei primi anni novanta. L'obiettivo era di fare in modo che l'università servisse meglio la Louisiana e il mondo aumentando la qualità degli studenti e della ricerca, portando in tal modo la LSU tra le migliori università pubbliche del paese. Poiché i miglioramenti portarono costi aggiuntivi agli studenti, l'agenda creò alcune controversie. Tuttavia molte persone coinvolte con l'università concordarono sul fatto che l'agenda fu un successo. Sean O' Keefe, che nel 2005 lasciò il suo posto alla NASA per diventare il nuovo Cancelliere, si impegnò a portare avanti l'agenda fino alla sua conclusione nel 2010, che coincide con il 150º anniversario della LSU. Il 16 gennaio 2008 O'Keefe si dimise con effetto dal 1º giugno 2008.
Punti principali della Flagship agenda:
1. Aumentare la produttività della ricerca tramite l'assunzione di facoltà nuove e di alta qualità e migliorando le infrastrutture tecnologiche.
2. Aumentare il numero e la qualità degli studenti e dei programmi attraverso obiettivi d'investimento e programmi di controllo.
3. Aumentare la qualità degli studenti triennali e dei programmi aumentando gli standard di ammissione, migliorando le iscrizioni e rivedendo i corsi di studio.
4. Aumentare la qualità della vita nel campus aumentando la diversità, l'inclusione, e gli investimenti nei servizi
5. Valutare e comunicare i traguardi raggiunti.
6. Aumentare i fondi per sostenere le azioni precedenti attraverso maggiori supporti privati e statali.[40]

## Scholarship First Agenda
In seguito al successo della Flagship Agenda si susseguirono altre campagne di raccolta fondi. Di particolare rilevanza è la Scholarship First Agenda, in fase di attivazione dopo il traguardo raggiunto dalla campagna Fierce for the Future con la quale LSU ha ottenuto sovvenzioni e finanziamenti per oltre 1,5 miliardi di dollari. Tra gli effetti di questa campagna di grande importanza è l'aumento dello stipendio minimo dei dottorandi a cifre che superano di gran lunga i finanziamenti provveduti dalle altre università appartenenti alla SEC, annoverando così LSU tra le università più competitive della nazione.

## Giornali
- LSU Press è un editore no profit di libri che si dedica alla pubblicazione di libri scolastici d'interesse generale e regionali. È l'editore di circa 80 titoli ogni anno e continua a raccogliere riconoscimenti nazionali e internazionali tra cui premi Pulitzer. Il libro A Confederacy of Dunces di John Kennedy Toole è una delle pubblicazioni più note.[44]
- Southern Review è un giornale letterario. Fu cofondato nel 1935 dal tre volte Premio Pulitzer Robert Penn Warren, che servì il paese come Poeta Laureato e scrisse il romanzo All the King's Men, e dal noto critico letterario della scuola New Criticism, Cleanth Brooks. Il giornale pubblica fiction, poesie e saggi, con enfasi sulla cultura e sulla storia del Sud.[45]
- Legacy è una rivista gestita dagli studenti che pubblica una serie di storie. Sia nel 2001 che nel 2005 la Society of Professional Journalists l'ha nominata come miglior magazine studentesco della nazione.[46]
- LSU RESEARCH è una rivista che informa sui programmi di ricerca universitari.
- Apollo's Lyre è una rivista di poesia e fiction pubblicata ogni semestre dall'Honors College.
- Gumbo è l'annuario scolastico.
- LSU Today tiene informati studenti e personale scolastico sulle notizie che riguardano l'università.
- New Delta Review è una rivista letteraria fondata dall'università che pubblica un'ampia gamma di fiction, poesie e interviste di scrittori nuovi ed emergenti.[47]

## Atletica
L'università ospita 20 diverse squadre sportive (9 maschili e 11 femminili) ed è membro della NCAA (National Collegiate Athletic Association) e della Southeastern Conference.
La squadra ufficiale di football sono i "Fighting Tigers", il cui nome deriva da una rissosa brigata dei Confederati che veniva chiamata "Louisiana Tigers", la brigata prestò servizio nella fanteria dei Confederati durante la Guerra Civile americana. La squadra fu fondata nel 1893 dal Dr. Charles E. Coates, un professore di chimica di Baltimora, che fu il primo allenatore durante i primi anni. LA prima "stagione" dei Tigers nel 1893 consisté in un'unica partita contro i Tulane Green Wave il 25 novembre, che la LSU perse 34-0.
La squadra di football ha vinto tre campionati nazionali: nel 1858, nel 2003 e nel 2007. Nel 2003 i Tigers vinsero con 21-14 contro gli Oklahoma Sooners e nel 2007 con 38-24 contro gli Ohio State Buckeyes. Il quarterback JaMarcus Russell, dopo la stagione 2006, aveva il terzo miglior passer rating. Russell decise di saltare l'ultimo anno per andare a giocare nella NFL, dove fu in assoluto il numero uno delle nuove leve della NFL del 2007. Altri giocatori dei Tigers che giocano nella NFL sono LaRon Landry, WR Dwayne Bowe, e WR Craig Davis. Hanno fatto parte dei Tigers anche i WR Odell Beckham Jr. e Jarvis Landry, entrambi selezionati nel Draft NFL del 2014 rispettivamente da New York Giants (12° scelta assoluta) e Miami Dolphins (63° scelta).
Anche la squadra di baseball ha vinto 6 titoli NCAA College World Series, il più recente nel 2009, vinto contro il Texas (W 7–6 11 innings; L 1–5; W 11–4). Il Miglior Giocatore del 2009 fu Jared Mitchell, che fece un mone run nel secondo inning della partita finale.
Le squadre di atletica sono rappresentate dalla mascotte, una tigre del Bengala chiamata Mike the Tiger. Alla tigre fu dato questo nome dopo che Mike Chambers, allenatore atletico nel 1936, la comprò per $750 dollari al Little Rock Arkansas Zoo. Mike V regnò dal 1990 al 2007 e rimase alloggiato nel suo habitat nel campus fino alla sua morte causata da insufficienza renale il 18 maggio 2007, aveva 17 anni. L'attuale re è Mike VI, ha tre anni ed è stata acquistata dal santuario dei gatti dell'Indiana. Precedentemente noto come Roscoe, "Mike VI" è una tigre mista Siberiana e m bengalese a cui fu dato ufficialmente il nome Mike l'8 settembre 2007. Fu presentata ai fan alla partita in casa contro la Florida il 6 ottobre 2007.
Le arene della LSU comprendono il Tiger Stadium (anche noto come "Death Valley"), il Pete Maravich Assembly Center (PMAC), la Carl Maddox Fieldhouse (pista coperta), il Bernie Moore Stadium (pista scoperta), il Tiger Park (softball), e l'Alex Box Stadium (baseball). Il nuovo Alex Box Stadium fu ufficialmente aperto il 20 febbraio 2009, per la partita contro il Villanova.

### Grido di battaglia
Fight for LSU è la canzone ufficiale dell'università. Durante le partite di football è suonata quando la squadra corre sul campo, dopo i goal o quando si tentano/ottengono punti in più e alla fine di ogni tempo (anche se alla fine del primo tempo viene trasmessa una registrazione perché la banda è già in disparte e non è in grado di eseguirla dal vivo). Al contrario di quel che si crede, "Hey Fightin' Tigers" non è la canzone dell'università, comunque è spesso cantata dai tifosi prima della partita e dopo una vittoria. Questa canzone è stata adattata dallo show di Broadway Hey, Look Me Over, scritta dal compositore, vincitore di Emmy e Tony Awards, Cy Coleman per il musical Wildcat, interpretato da Lucille Ball. La LSU ha ottenuto il permesso di adattare la canzone e cambiare le parole.
Pregame Entrance/Touchdown for LSU comincia con quattro note potenti, familiari a molti fan del college. Questa canzone è suonata dalla Louisiana State University Tiger Marching Band prima dell'inizio della partita, all'inizio del quarto quarto e in ogni momento del quarto in cui la squadra ha bisogno di più carica.
L'Alma Master si suona durante i festeggiamenti pre-partita e alla fine della partita. È suonata anche come una corale dalla banda alla fine della partita.

### Tiger Stadium
Anche se all'inizio ottenne il nomignolo di "Deaf Valley" a causa del rumore lancinante, il soprannome "Death Valley" prese il sopravvento. È famoso per il rumore generato dalla folla di fan. È il sesto stadio scolastico in ordine di grandezza a livello nazionale e il terzo nel SEC, contiene 92.400 persone. L'atmosfera dello stadio è generalmente considerata una delle esperienze più forti e più elettrizzanti del football scolastico nel paese. Durante la partita in diretta televisiva contro l'Auburn del 2003, ESPN registrò un livello di rumore pari a 117 decibel. Nel 2007 quando i Tiger, al primo posto in classifica, giocarono contro il Florida, al nono posto, il livello di rumore raggiunse i 122 decibel quando i Tigers vinsero nel minuti finali del gioco.
Un simile livello di suono si raggiunse nella leggendaria Earthquake Game (partita del terremoto) contro Auburn nel 1988. LSU vinse 7-6 quando il terremoto Tommy Hodson completò un passaggio da touchdown per correre dietro a Eddie Fuller negli ultimi secondi di gioco. Il ruggito della folla fu registrato da un sismografo, scosse la terra tanto quanto un piccolo terremoto.

### Rivali
I rivali dell'università includono i Tulane Green Wave, i rivali dell'ovest nel SEC i Ole Miss Rebels, i Mississippi State Bulldogs, gli Auburn Tigers, gli Alabama Crimson Tide, gli Arkansas Razorbacks e i rivali dell'est nel SEC, i Florida Gators. La LSU e l'Arkansas giocano ogni anno il venerdì dopo il Giorno del Ringraziamento, alternandosi ogni anno tra Baton Rouge e Little Rock. Il vincitore si aggiudica il "Golden Boot", (Stivale d'Oro), un trofeo dorato che ha la forma dei due stati. I rivali "di casa" sono i Tulane per il "Tiger Rag", una bandiera divisa equamente con i colori delle due scuole.
La rivalità tra la LSU e Auburn è diventata importante negli ultimi anni, coll'avvento del format divisionale del SEC, da quando il vincitore ha finito per vincere anche la West Division. La rivalità tra la LSU e la Florida ha grande importanza, in quanto le due scuole hanno vinto tre degli ultimi quattro campionati nazionali di football (la Florida nel 2009 e nel 2009; LSU nel 2007).

## Louisiana State University Lab School
L'università interviene nel Louisiana State University Laboratory School. La scuola fu fondata dalla facoltà di formazione dell'università e ha operato sotto la sua egida per più di ottant'anni. Questa scuola esiste come sistema indipendente che fornisce opportunità di formazione per gli insegnanti nuovi e già in servizio e funge come centro dimostrativo e di ricerca educativa. Da quando la scuola è parte del sistema della LSU, gli studenti sono tenuti a pagare le tasse scolastiche. La scuola si trova nel campus principale dell'università a Baton Rouge. LSU Laboratory School fu la prima scuola del International Baccalaureate Diploma Program nello Stato della Louisiana e adotta il programma completo K-12. IB è un modello che sottolinea la creatività, la richiesta, il servizio e l'internazionalismo.